# فوسن

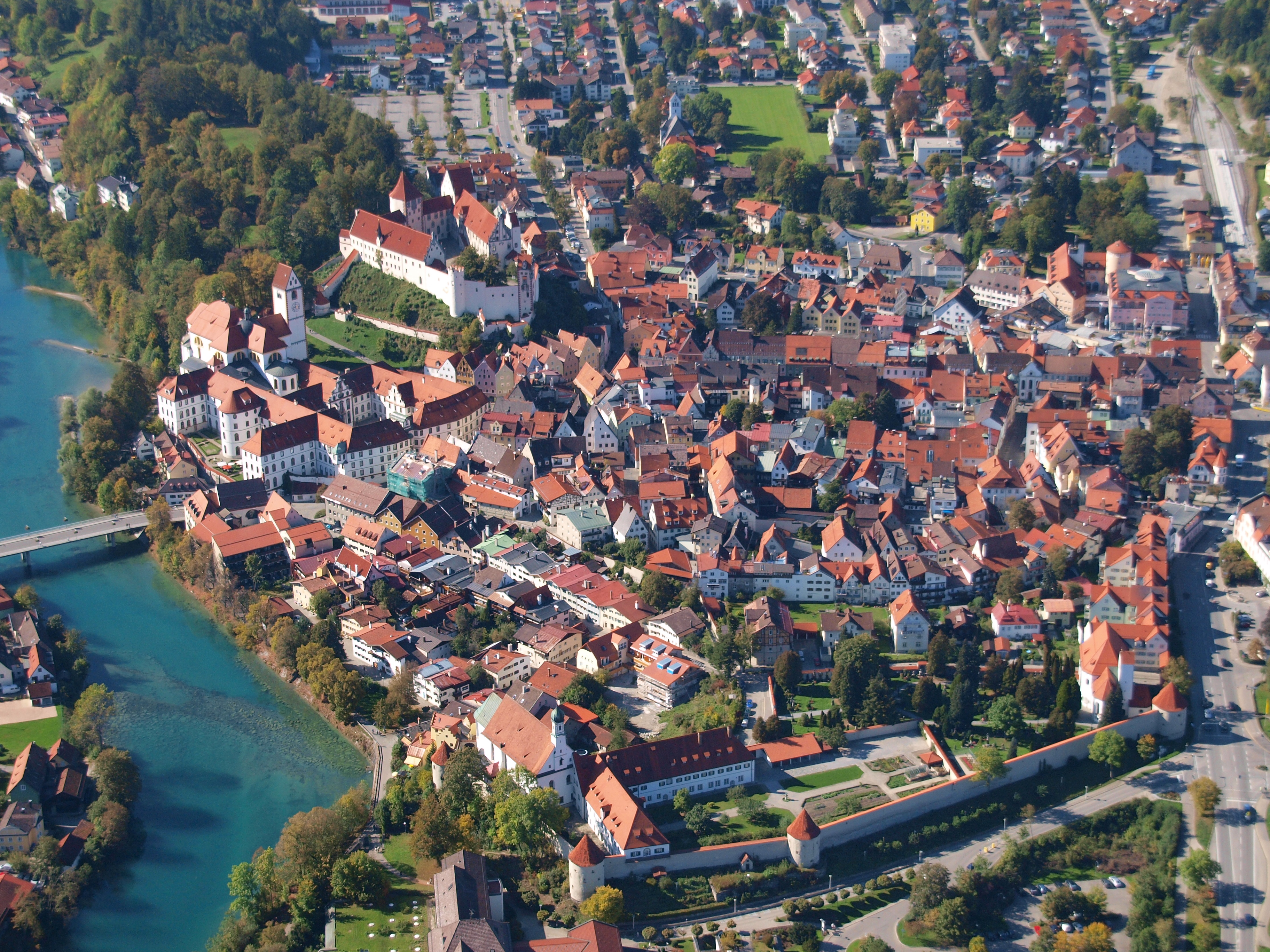

فوسن (به آلمانی: Füssen) شهری کوچک و کوهستانی در جنوب کشور آلمان، واقع در ایالت بایرن می‌باشد. این بهشت کوچک که در دامنه کوه‌های آلپ و بر کرانه رود لخ جای دارد، تنها ۵ کیلومتر تا مرز اتریش فاصله داشته و جمعیتی بالغ بر ۱۴۰۰۰ تن را در خود جای داده‌است.

## ریشه‌شناسی

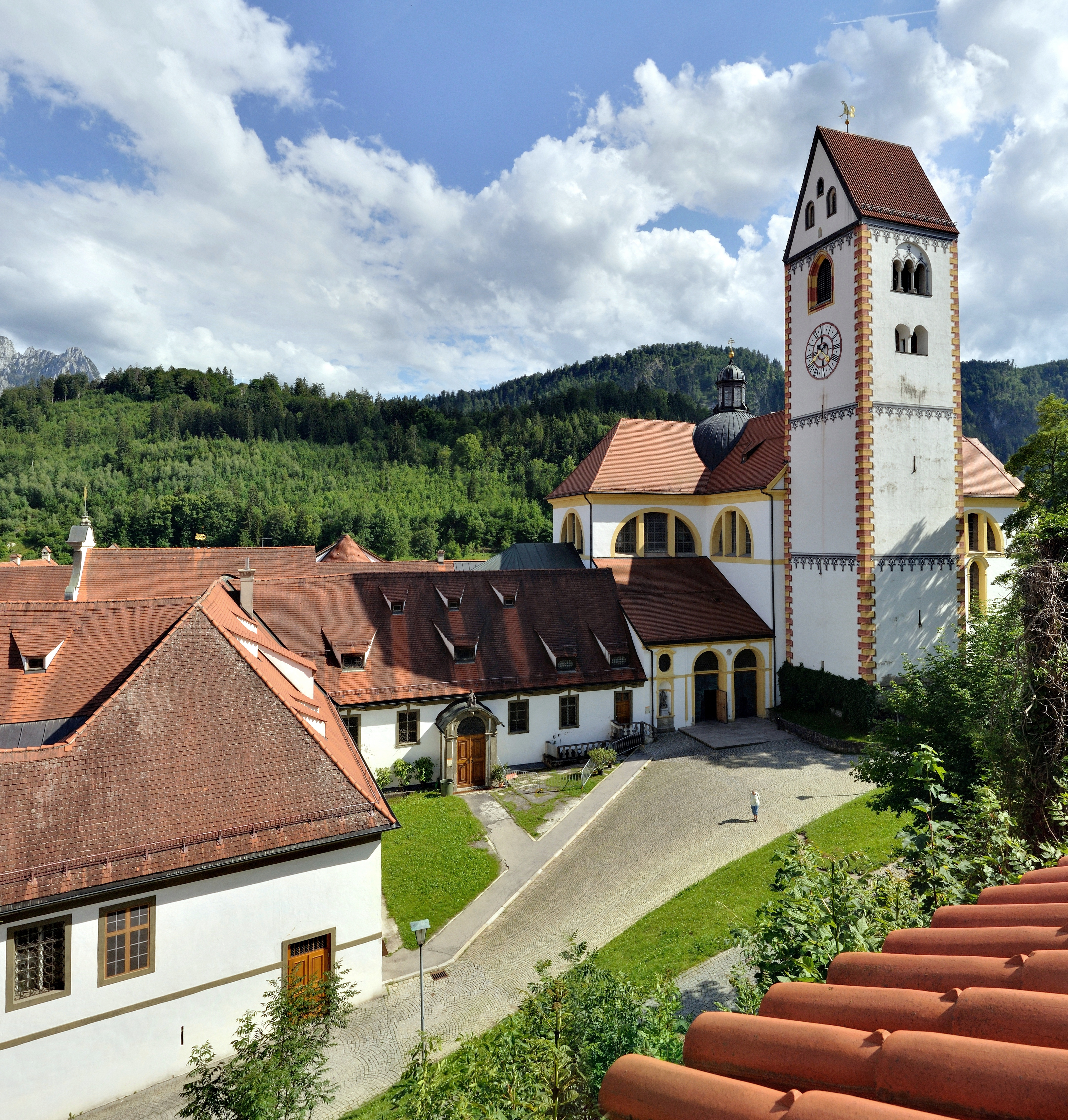

ریشه اصلی نام این شهر که به صورت Foetes یا Foetibus بوده‌است، از واژهٔ لاتین Fauces (به معنای گلوگاه یا تنگه) اشتناق گرفته و احتمالاً منسوب به همان تنگه لخ بوده‌است؛ امروزه این شهر را با نام Füssen می‌شناسند که از قضا این واژه در زبان آلمانی به معنای پا (عضوی از بدن) می‌باشد. با الگوبرداری از همین ایده، نشان رسمی این شهر را برگزیده‌اند.

## تاریخچه

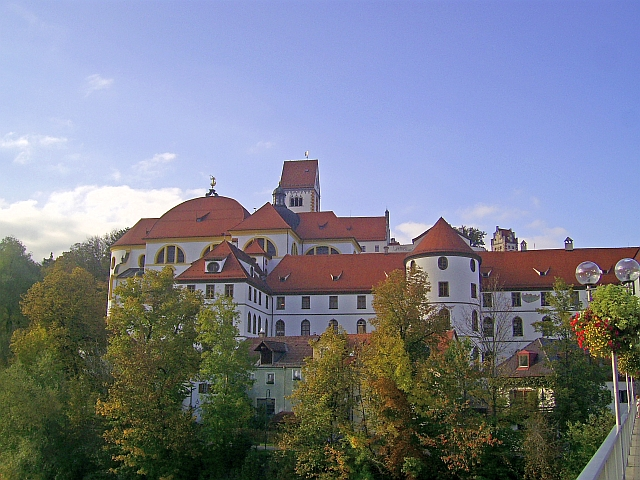

فوسن در دوران روم باستان، منزلگاهی در مسیر جاده ویا کلودیا آگوستا بود؛ این جاده قسمت‌های شمالی ایتالیا را به پایتخت فصلی روم موسوم به رائتیا (آوگسبورگ کنونی) وصل می‌کرد.

## جغرافیا و آب و هوا
فوسن با ارتفاع ۸۰۸ متر بالاتر از سطح دریا، مرتفع‌ترین شهر در ایالت باواریا می‌باشد.

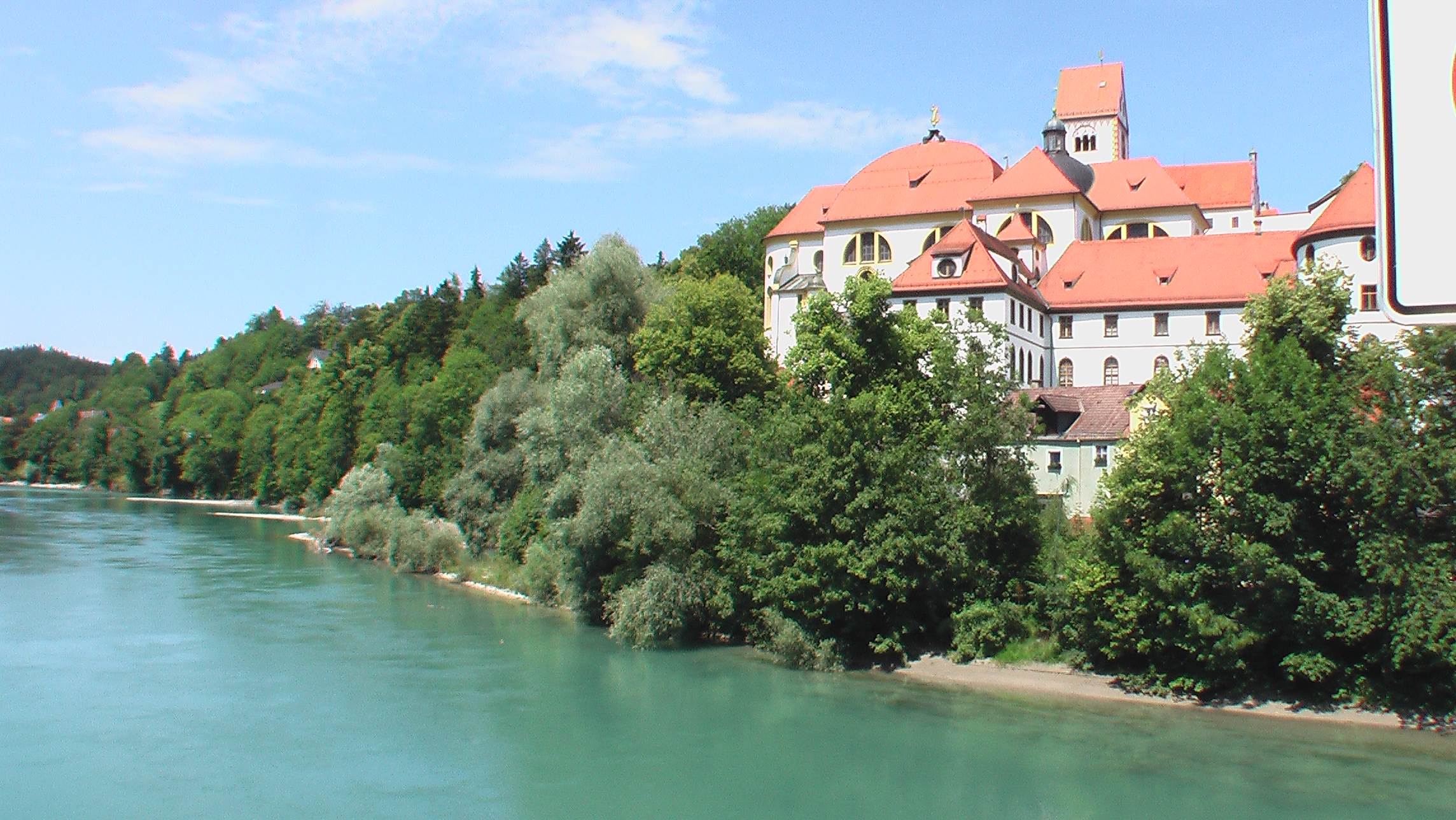

## شهرهای خواهر
- اردری، اسکاتلند، پادشاهی متحده
- هلن، جورجیا، ایالات متحده، از سال ۱۹۷۸
- پالسترینا، ایتالیا، از سال ۱۹۷۲
- باردو، نروژ، از سال ۱۹۹۷
- نوماتا، گونما، ژاپن، از سال ۱۹۹۸